# Nina Sand
Nina Linnea Sand (* 26. Februar 1999 in Sollentuna) ist eine schwedische Schauspielerin.

## Leben und Karriere
Sand wurde am 26. Februar 1999 in  Sollentuna geboren. Unter anderem war sie in sieben Filmen der Kommissar Beck-Reihe zu sehen, in der Rolle der Tochter des norwegischen Polizeikommissars Steinar Hovland. Außerdem bekam sie 2014 in dem Film Der Junge mit den Goldhosen eine Hauptrolle. 2018 war Sand in dem Kurzfilm Itu zu sehen.

## Filmografie
- 2014: Der Junge mit den Goldhosen (Pojken med guldbyxorna)
- 2016–2018: Kommissar Beck – Die neuen Fälle
- 2018: Itu (Kurzfilm)